# Haris Bilajbegovic

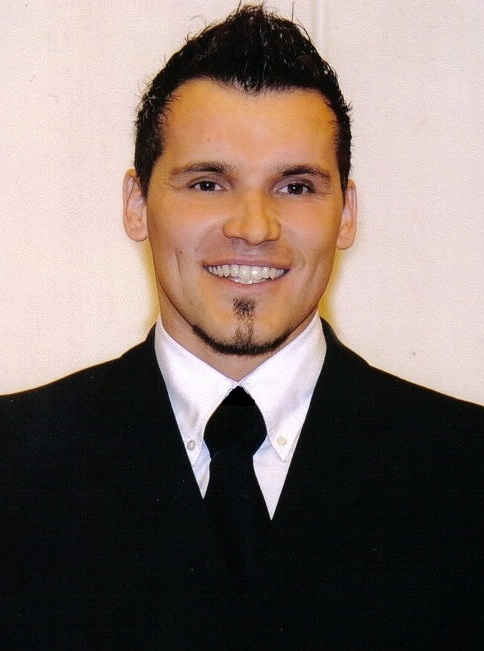
Haris Bilajbegović

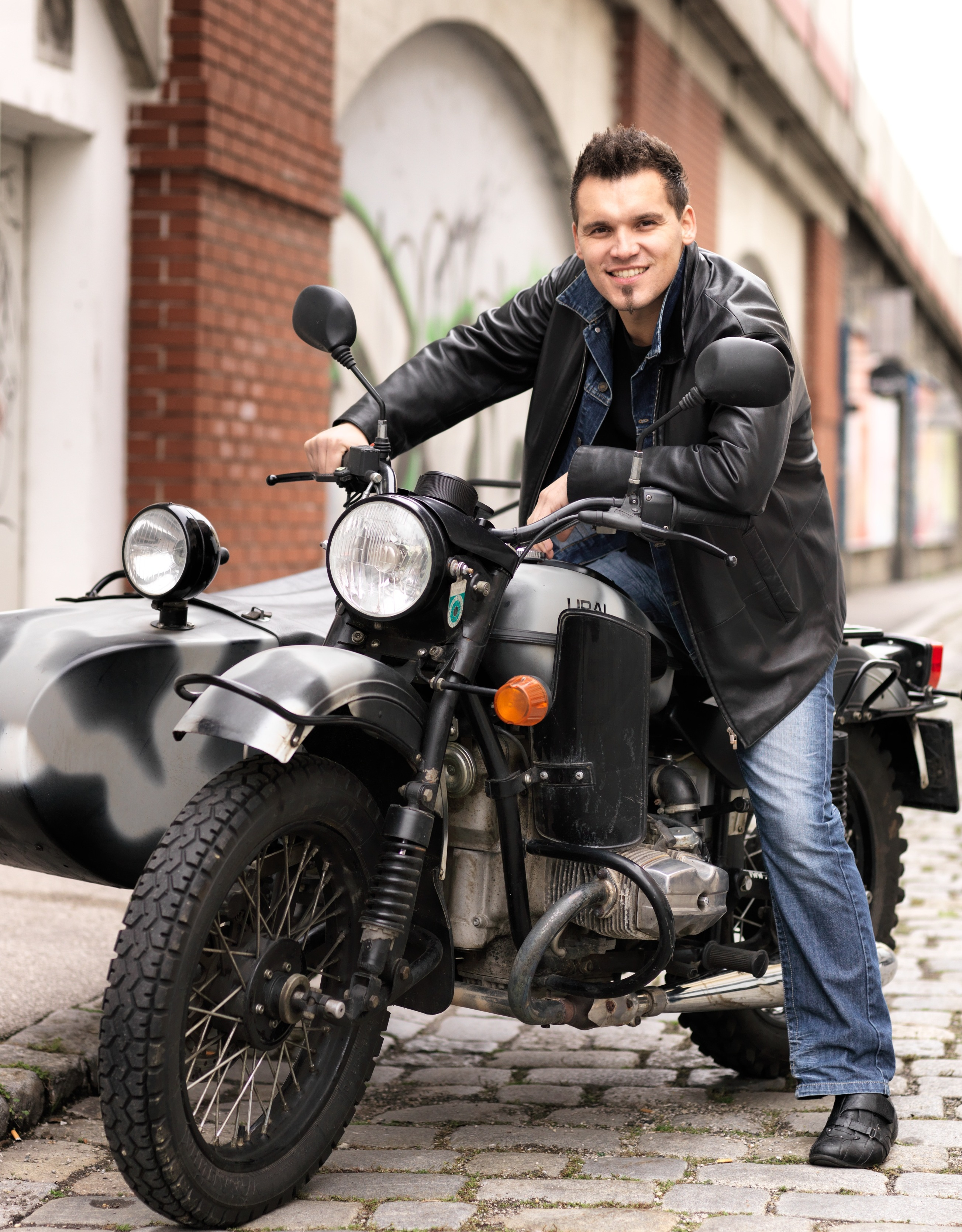
Tatort Ausgelöscht, Rolle: Petko Imanov, Wien 2010

Haris Bilajbegović (* 8. September 1978 in Villach) ist ein österreichischer Schauspieler, Stuntman, Autor, Regisseur sowie Kampfkunst- und Gewaltpräventionstrainer bosnischer Abstammung. Mit seiner Lebensgefährtin hat er einen Sohn.

## Leben
Nach der Pflichtschule lernte Bilajbegović den Beruf Maurer. Nebenbei absolvierte er Stunt- und Schauspielunterricht in Deutschland und Österreich und legte die Studienberechtigungsprüfung ab, um sich an der Universität Klagenfurt für Publizistik und Kommunikationswissenschaften einzuschreiben. In seiner Diplomarbeit beschäftigte er sich mit dem Kommunikationsverhalten in der chinesischen Kampfkunst Wing Tsun, die er selbst seit 1997 ausübt und darin auch zertifizierter Trainer ist. Nebenbei erhielt er weiter Schauspielunterricht bei Michael Weger von der Neuen Bühne Villach. Nach seiner Diplomarbeit im Jahr 2005 absolvierte er ein Studium  im Fach Pädagogik und wurde 2009 an der Universität Klagenfurt mit der Dissertationsschrift Persönlichkeitsentwicklung von Kindern in der chinesischen Kampfkunst Wing Tsun promoviert.
Sein erster größerer Erfolg war die Rolle Kolja in einer Folge des Kommissar Rex mit dem Titel Einer stirbt immer aus dem Jahre 2002. Darin spielte er einen zwielichtigen Russen. Ein Jahr später spielte Bilajbegović unter der Regie von Pepe Danquart den Leibwächter im Film C(r)ook, der 2004 in den österreichischen Kinos gezeigt wurde.
2003 reichte Bilajbegović bei einem Autorenwettbewerb sein eigenes Drehbuch ein und kam unter die ersten drei Wertungen. Sein Kurzfilm-Beitrag Most – The Bridge erzählt eine wahre Begebenheit aus dem Bosnienkrieg 1992. Das Drehbuch wurde im Sommer 2006 verfilmt. Der Film war bei über 60 nationalen und internationalen Filmfestivals zu sehen und gewann über 20 Auszeichnungen.
In Filmen wie New York:November, Schnell ermittelt, Der Täter, und Der erste Tag wirkte Bilajbegović als Darsteller mit. Beim Kinofilm Revanche von Götz Spielmann übernahm Bilajbegović die Rolle eines Schlägers und die Stuntkoordination. Der Film wurde bei der Berlinale vorgestellt und mit dem Art-Cinéma-Award sowie dem Label Europa Cinemas ausgezeichnet. Revanche wurde 2009 für den Auslandsoscar nominiert.
Außerdem drehte Bilajbegović Werbespots für McDonald’s. Anschließend erhielt er einen Plattenvertrag für die Single kloss project feat. Haris – SÜPURMANIA. Der Remix von DJ Ostkurve lief in den Discos auf Mallorca und Ibiza.
Es folgte sein zweiter Film Svjedok – Der Zeuge, ein Dokumentarfilm, der wiederum Ereignisse des Bosnienkriegs 1992 behandelt. Der Film wurde 2012, 2013 und 2014 bei nationalen und internationalen Filmfestivals eingereicht und war u. a. 2012 für den Deutschen Menschenrechts-Filmpreis nominiert. Seine beiden Filme waren No-Budget-Filme. Ins Filmarchiv Austria wurden beide seiner Filme aufgenommen und archiviert. Bilajbegović widmete sie allen bekannten und unbekannten Opfern des Bosnienkrieges.
2021 kandidierte Bilajbegović bei der Gemeinderatswahl in Kärnten für die SPÖ in Villach. 2023/2024 absolvierte Bilajbegović den 15. Lehrgang des Dr.-Karl-Renner-Instituts Kärnten, den er im Juni 2024 erfolgreich abschloss. Die Verleihung der Zertifikate wurde durch Landeshauptmann und Präsidenten des Karl-Renner-Instituts Peter Kaiser, Landesrätin Beate Prettner, dem Landesgeschäftsführer der SPÖ Kärnten Andreas Sucher und dem Landesstellenleiter des Dr.-Karl-Renner-Instituts Harry Koller vorgenommen.
Im März 2024 rief der österreichische Autor Thomas Brezina gemeinsam mit dem Privatsender Puls 4 dazu auf, wahre Geschichten zum Thema Träume einzureichen. Haris Bilajbegovićs Beitrag Mein Onkel, der Schafhirte wurde in dem Sammelband Ein Haus in den Wolken - 44 Träume, die Wirklichkeit wurden veröffentlicht, der im November 2024 erschien.

## Auszeichnungen
Für den Kurzfilm Most – The Bridge und den Dokumentarfilm Svjedok – Der Zeuge:
- Familiade (AUT) – 1. Preis, 2007
- Grand OFF European Film Awards (PL) – Best Documentary Film, 2007
- Tirana International Film Festival (AL) – Best Documentary Film, 2007
- TOTI, Mednarodni Festival (SI) – 3. Preis, 2007
- Victoria Film Festival (AU) – Best Documentary Film, 2007
- Goldener Delfin Festival (AUT) – Goldener Delfin, 2007[19]
- Small Town Film Festival (CA) – Best Director Award, 2007
- Int. Film Festival Tallinn (EE) – 1. Preis, 2007
- Marbella Film Festival (ES) – 3. Preis, 2007[20]
- World Festival Of Film Authors (SK) – Silbermedaille und Sonderpreis Jury Award, 2007[21]
- Filmfestival Goldene Diana, Kärnten (AUT) – Goldene Diana, 2007[22]
- Internationale Filmfestspiele von Cannes – Short Film Corner (F) – Teilgenommen, 2007[23]
- Österr. Staatsmeisterschaft der Filmautoren (AUT) – Goldmedaille und Sonderpreis für bemerkenswerte Regie, 2007
- The End of the Pier International Film Festival (UK) – The Miracle Screenings Award for the Best European Entry, 2007[24]
- Landesmeisterschaft, Kärnten (AUT) – Landesmeister und Sonderpreis für bemerkenswerte Regie, 2007[25]
- Leicester Int. Short Film (UK) – Best Direction, 2008
- Illinois Film Festival (US) – Best Documentary Short, 2008
- Festival der Nationen (AUT) – Ebenseer Bär in Gold, 2008[26]
- Int. AFIA Film Festival (DK) – Best Short Documentary, 2008
- Międzynarodowy Festiwal Filmów Nieprofesjonalnych (PL) – 2. Preis, 2008
- Landesmeisterschaft, Kärnten (AUT) – 1. Platz und Sonderpreis für bemerkenswerte Regie und Kamera, 2011
- Deutscher Menschenrechts-Filmpreis[27] (GER) – Nominierung, 2012
- Familiade (AUT) – 1. Preis, 2013

## Filmografie
In folgenden Filmen, Serien und satirischen Talkshows wirkte Bilajbegović als Darsteller mit.
- 2002: Kommissar Rex – Einer stirbt immer, Rolle: Kolja (Fernsehserie)
- 2004: C(r)ook, Rolle: Bodyguard (Kinofilm)
- 2005: New York: November, Rolle: Officer Garven[28] (int. Kinofilm)
- 2006: Most – The Bridge, Rolle: Soldat (int. Kurzfilm)
- 2007: Schnell ermittelt – Rainer Kaufmann, Rolle: Barkeeper (Fernsehserie)
- 2007: ATV – Hi Society (TV-Bericht Haris Bilajbegović) (Fernsehmagazin)
- 2007–2009: Wir sind Kaiser, Rolle: Scherge (satirische Talkshow)
- 2008: Der erste Tag, Rolle: Feuerwehrmann (TV-Film)
- 2008: Der Täter, Rolle: Bodyguard (TV-Film)
- 2008: Revanche, Rolle: Schläger, Stuntkoordinator (int. Kinofilm)
- 2009: Svjedok – Der Zeuge, Rolle: Soldat (Dokumentation)
- 2009: Gustav Mahler, Fahrradstunt (Dokumentation)
- 2010: Kaiserschmarrn, Double und Stuntkoordinator[29] (Kinofilm)
- 2011: Tatort – Ausgelöscht, Rolle: Petko Imanov, Stuntman (Fernsehserie)
- 2012: Servus Ishq, Rolle: Ganove, Stuntman und Stuntkoordinator (österreichischer Bollywoodfilm)
- 2014: Altes Geld, Stuntkoordinator (Fernsehserie)
- 2014: SOKO Kitzbühel – Erlösung, Rolle: Dimitri (Fernsehserie)
- 2015: Wir sind Kaiser, Rolle: Sifu Haris[30] (satirische Talkshow)
- 2023 Fahndung Österreich, Rolle: Zuhälter[31][32] (österreichische Fernsehsendung)

## Musikvideos
Bilajbegović wirkte als Darsteller, Drehbuchautor, Regisseur, Stuntman und Stuntkoordinator in folgenden Musikvideos mit:
- 2005: kloss project feat. Haris – Süpurmania, Interpret (Musikvideo)
- 2011: Freund Hein (Bourbon Time), Rolle: Türsteher und Stuntman (Musikvideo)
- 2011: RAF 3.0 feat. Nazar (Fallen), Stuntman (Musikvideo)
- 2012: Nazar (Lost In Translation), Rolle: Schläger und Stuntman, Stuntkoordinator (Musikvideo)
- 2014: Bajko – Kad ostaneš sama, Drehbuch und Regie (bosnisches Musikvideo)
- 2014: Queen – Ich war`s nicht,[33] Drehbuch und Regie (Musikvideo)
- 2017: Renato Moe X Cursive – Sempan,[34] Drehbuch und Regie (Musikvideo)